# Gornji Meljani
Gornji Meljani falu Horvátországban Verőce-Drávamente megyében. Közigazgatásilag Atyinához tartozik.

## Fekvése
Verőcétől légvonalban 35, közúton 52 km-re délkeletre, községközpontjától légvonalban 10, közúton 14 km-re délkeletre, a Papuk-hegység területén, a Dolašnica-patak mentén fekszik.

## Története
A település valószínűleg a 18. század elején keletkezett Boszniából érkezett pravoszláv vlachok betelepítésével. Az első katonai felmérés térképén „Dorf Meliani” néven találjuk. Lipszky János 1808-ban Budán kiadott repertóriumában „Melyani” néven szerepel. Nagy Lajos 1829-ben kiadott művében „Melyani” néven 35 házzal, 209 ortodox vallású lakossal szerepel.
1857-ben 322, 1910-ben 440 lakosa volt. 1910-ben a népszámlálás adatai szerint lakosságának 98%-a szerb anyanyelvű volt. Verőce vármegye Szalatnoki járásának része volt. Az első világháború után 1918-ban az új szerb-horvát-szlovén állam, majd később (1929-ben) Jugoszlávia része lett.
1991-ben lakosságának 97%-a szerb nemzetiségű volt. A délszláv háború idején a település 1991 októberének elején már szerb ellenőrzés alatt volt. A horvát hadsereg 136. slatinai dandárja az Orkan-91 hadművelet során 1991. december 15-én foglalta vissza. A lakosság elmenekült. 2011-ben már csak 15 lakosa volt.

## Lakossága
| Lakosság változása | Lakosság változása | Lakosság változása | Lakosság változása | Lakosság változása | Lakosság változása | Lakosság változása | Lakosság változása | Lakosság változása | Lakosság változása | Lakosság változása | Lakosság változása | Lakosság változása | Lakosság változása | Lakosság változása | Lakosság változása |
| ------------------ | ------------------ | ------------------ | ------------------ | ------------------ | ------------------ | ------------------ | ------------------ | ------------------ | ------------------ | ------------------ | ------------------ | ------------------ | ------------------ | ------------------ | ------------------ |
| 1857               | 1869               | 1880               | 1890               | 1900               | 1910               | 1921               | 1931               | 1948               | 1953               | 1961               | 1971               | 1981               | 1991               | 2001               | 2011               |
| 322                | 359                | 321                | 379                | 390                | 440                | 457                | 532                | 527                | 533                | 442                | 342                | 223                | 172                | 12                 | 15                 |